# DS-39
Le fusil-mitrailleur d'infanterie (Дегтярёва Станковый образца 1939 года), est une mitrailleuse de la Seconde Guerre mondiale utilisée par l'URSS.

## Histoire
C'est une mitrailleuse soviétique conçue par Vasily Degtyaryov et utilisée durant la Seconde Guerre mondiale. La conception de l'arme a débuté en 1930 et est envoyée dans l'Armée rouge en septembre 1939. 10000 unités ont été fabriquées entre 1939 à 1941, sa production a été interrompue après l'invasion allemande. 200 unités ont été capturées par la Finlande en 1941.
En fonctionnement automatique, l'élimination des gaz en poudre se fait par le canal du canon. Le verrouillage du canal du canon au moment du tir est effectué par l'expansion de deux butées symétriques. La mitrailleuse a un coffre refroidi à l'air. Pour un refroidissement plus intensif, les nervures sont réalisées sur le tronc dont le diamètre diminue jusqu'à la partie du museau de 55 à 35 mm. La mitrailleuse offre la possibilité de changer le canon au chaud. Il est possible de changer la cadence de tir mécaniquement. Un amortisseur à ressort est monté à l'arrière de la mitrailleuse, qui est activé lors de la mise à feu des cibles aériennes et augmente la cadence de tir de 600 à 1200 coups par minute. L'arrière de la mitrailleuse est équipé de poignées selon le type de mitrailleuse Maxima. La poignée de recharge est située sur le récepteur à droite et le ressort de rappel est dans le tube sous le récepteur à gauche. La mitrailleuse était montée sur un trépied léger et pour protéger le mitrailleur il est prévu un couvercle de protection avec deux fenêtres, l'une pour le passage du canon et l'utilisation d'un viseur mécanique ouvert et l'autre fermé avec un obturateur en acier pour utiliser le viseur optique.

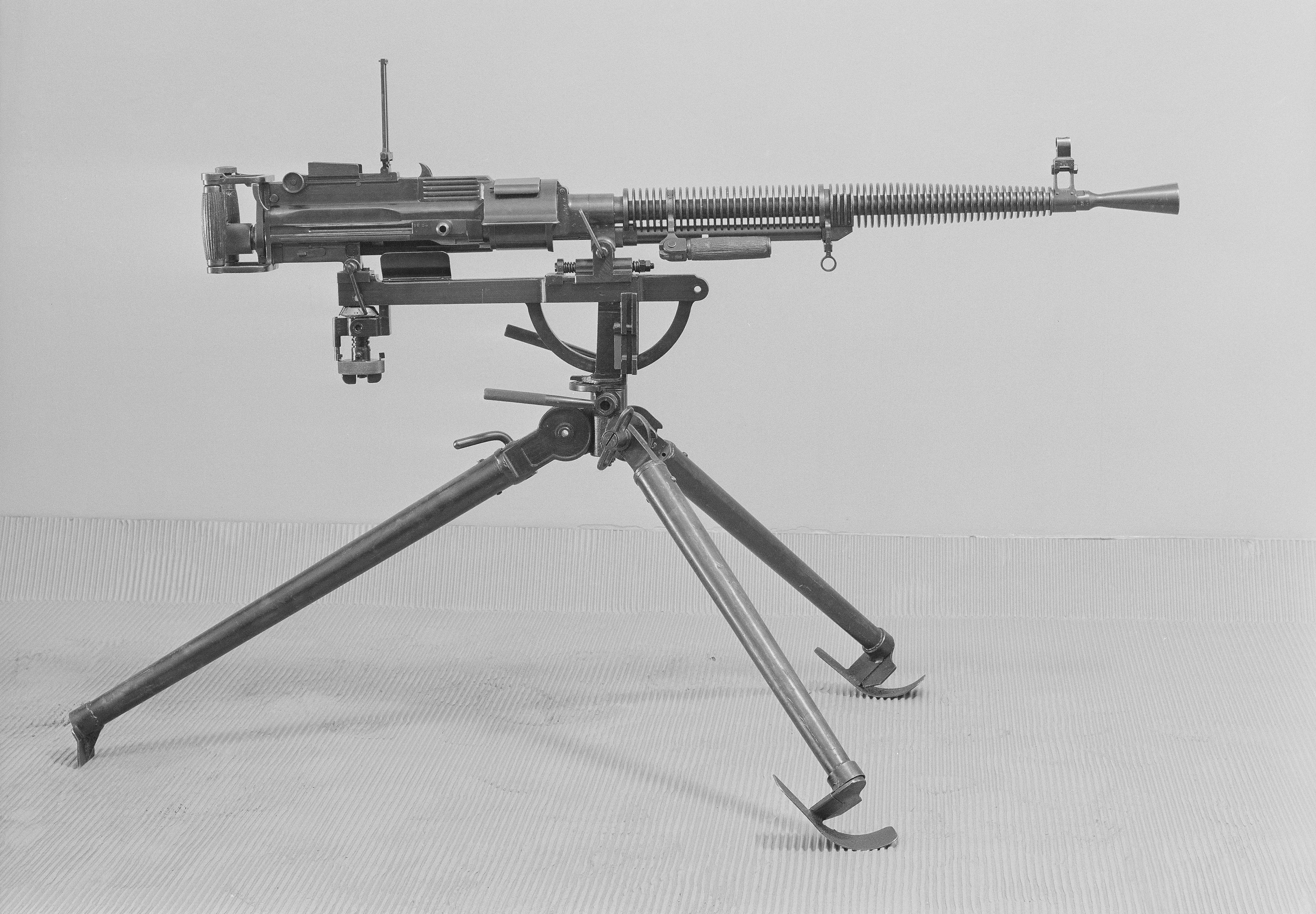
DS-39 capturé par la Finlande en 1941.